# Hıdırbey, Samandağ
Hıdırbey là một xã thuộc huyện Samandağ, tỉnh Hatay, Thổ Nhĩ Kỳ. Dân số thời điểm năm 2011 là 672 người.